# Scenariusz dla moich sąsiadów
Scenariusz dla moich sąsiadów – dziewiąty singel polskiej grupy rockowej Myslovitz wydany w sierpniu 1997 roku. Promuje album Z rozmyślań przy śniadaniu.

## Lista utworów
1. "Scenariusz dla moich sąsiadów" - 3:12